# Treis-Sants-en-Ouche
Treis-Sants-en-Ouche is een gemeente in het Franse departement Eure in de regio Normandië en maakt deel uit van het arrondissement Bernay. 

## Geschiedenis
Treis-Sants-en-Ouche is op 1 januari 2019 ontstaan door de fusie van de gemeenten Saint-Aubin-le-Vertueux, Saint-Clair-d'Arcey en Saint-Quentin-des-Isles. De gemeente telde 1.334 inwoners op 1 januari 2022.

## Geografie
De oppervlakte van Treis-Sants-en-Ouche bedraagt 30,73 vierkante kilometer; Op 1 januari 2022 was de bevolkingsdichtheid 43,4 inwoners per km².

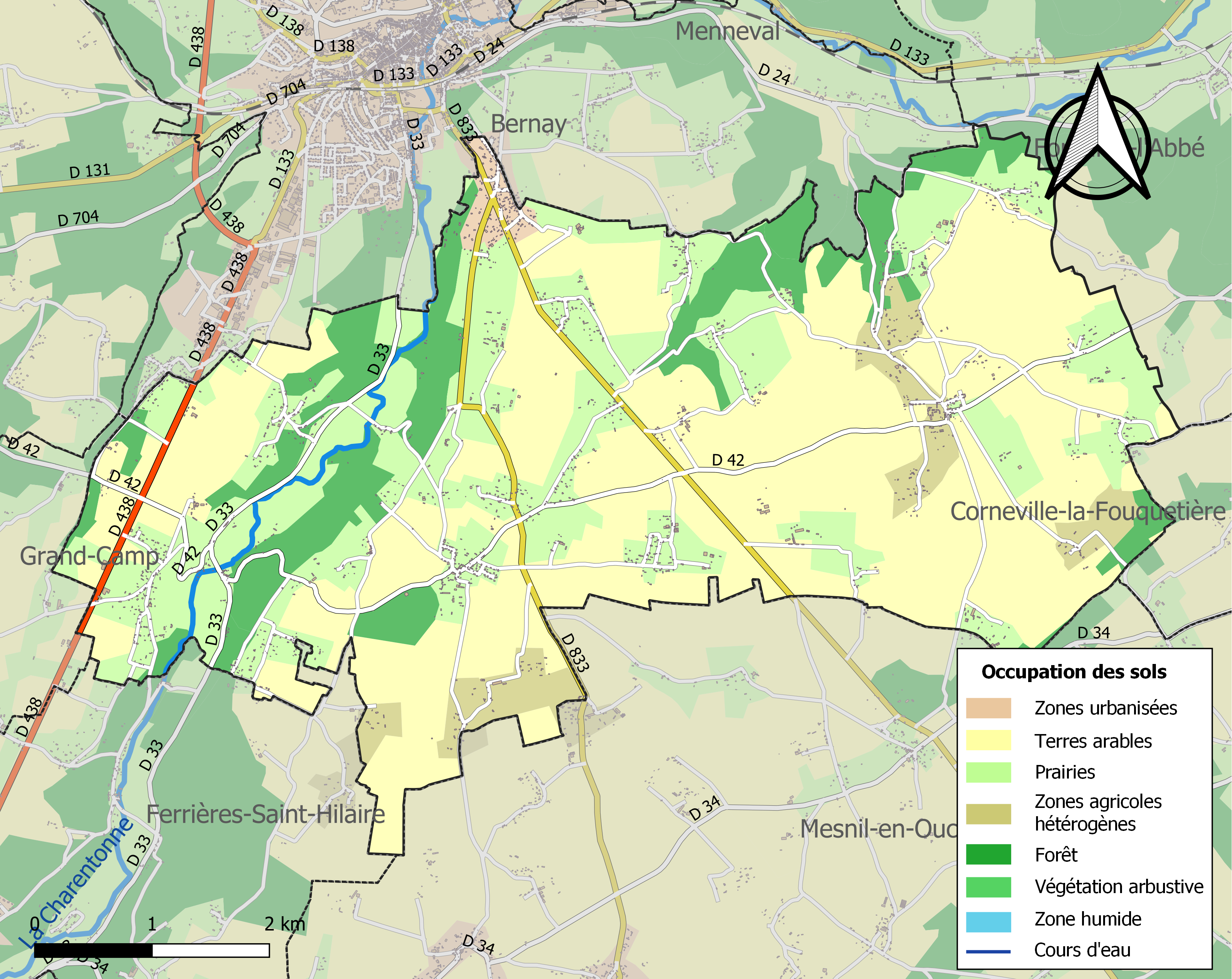
Kaart van de gemeente met belangrijkste infrastructuur, bodemgebruik en omliggende gemeenten

Bernay · Caorches-Saint-Nicolas · Corneville-la-Fouquetière · Courbépine · Fontaine-l'Abbé · Malouy · Menneval · Mesnil-en-Ouche · Le Noyer-en-Ouche · Plainville · Plasnes · Saint-Léger-de-Rôtes · Saint-Martin-du-Tilleul · Saint-Victor-de-Chrétienville · Serquigny · Treis-Sants-en-Ouche · Valailles